# Meloholic
Meloholic (en hangul, 멜로홀릭; romanización revisada, Mellohollik) es una serie televisiva surcoreana protagonizada por Jung Yun-ho y Kyung Soo-jin. Está basada en el webcomic del mismo nombre, creado por Team Getname. La serie se emitió en OCN. También fue emitida en la aplicación móvil Oksusu a partir del 1 de noviembre de 2017.

## Sinopsis
Trata sobre un hombre con el poder de leer la mente de las mujeres cuándo él las toca. Su superpoder hace difícil para él salir con alguien. Conoce finalmente a una mujer que de hecho dice lo que piensa, pero resulta tener dos personalidades.

## Reparto

### Personajes principales
- Jung Yun-ho como Yoo Eun-ho, quien tiene el poder especial de leer las mentes de las mujeres.
- Kyung Soo-jin como Han Ye-ri / Han Joo-ri, una mujer con dos personalidades.

### Personajes secundarios
- Han Joo-wan  como Kim Sol-ho.
- Choi Dae-chul como Kim Joo-seung.
- Ahn Sol-bin  como Kim Min-jung.
- Han Jae-suk como Yoo Shik.
- Kim Min-kyu como Yoo Byung-chul.
- Go Min-si como Ju Yeon-jin.
- Song Yoo-ji como Je-yi.

### Actuaciones especiales
- Gong Seung-yeon como enfermero temerario.
- Jeon Se-hyun  Como Profesor Park.
- Clara  como Yun Kyung-ae.
- Kim Ki-doo como un pervertido (ep. #4)
- Yoon So-hee como el personaje femenino principal de 'Bing-goo's Love'.[3]
- Jun De Un.C.E.

## Producción
La serie está dirigida por Song Hyun-wook, de Marriage, not dating, Otra señorita Oh y Jefe introvertido.

## Banda sonora original

### OST Parte 1
| N.º | Título                                       | Artist       | Duración |  |
| 1.  | «The Temperature At That Time» (그때의 온도) | Martin Smith | 04:29    |  |
| 2.  | «The Temperature At That Time» (Inst.)       |              | 04:29    |  |

### OST Parte 2
| N.º | Título                      | Artist            | Duración |  |
| 1.  | «Say I Love You» (괜찮나요) | Park Ji-min (15&) | 04:09    |  |
| 2.  | «Say I Love You» (Inst.)    |                   | 04:09    |  |

### OST Parte 3
| N.º | Título                | Artist                      | Duración |  |
| 1.  | «Falling You»         | Taeil (Block B), Kim So-hee | 03:15    |  |
| 2.  | «Falling You» (Inst.) |                             | 03:15    |  |

### OST Parte 4
| N.º | Título                 | Artist                  | Duración |  |
| 1.  | «Meloholic» (멜로홀릭) | Yeonjung (Cosmic Girls) | 02:48    |  |
| 2.  | «Meloholic» (Inst.)    |                         | 02:48    |  |

### OST Parte 5
| N.º | Título                  | Artist                   | Duración |  |
| 1.  | «By Your Side» (맴돌아) | EZ Kim (GGOTJAM Project) | 04:34    |  |
| 2.  | «By Your Side» (Inst.)  |                          | 04:34    |  |